# Teatao Teannaki
Teatao Teannaki (1935/1936-11 de octubre de 2016) fue el presidente de Kiribati entre 1991 y 1994.
Fue elegido por primera vez representante por Abaiang en la Asamblea de Kiribati. Desde 1979 fue vicepresidente de Kiribati bajo la presidencia de Ieremia Tabai. En 1987 fue nombrado ministro del Interior y ministro de Finanzas de 1987 a 1991. 
Ganó por escaso margen las elecciones presidenciales de 1991 representando al Partido Progresista Nacional y reemplazando a Ieremia Tabai. También ocupó el cargo de ministro de Asuntos Exteriores desde 1992.
Fue sustituido por Tekiree Tamuera, presidente del Consejo de Estado, como presidente interino y perdió en las elecciones de septiembre de 1994 frente a Teburoro Tito.
Teannaki falleció de un ataque al corazón el 11 de octubre de 2016. a los 80 años.